# Ирис вонючий
И́рис воню́чий (лат. Íris foetidíssima) — однодольное растение, вид рода Ирис (Iris) семейства Ирисовые (Iridaceae).
Ранее упоминался под названием клоповник.

## Описание

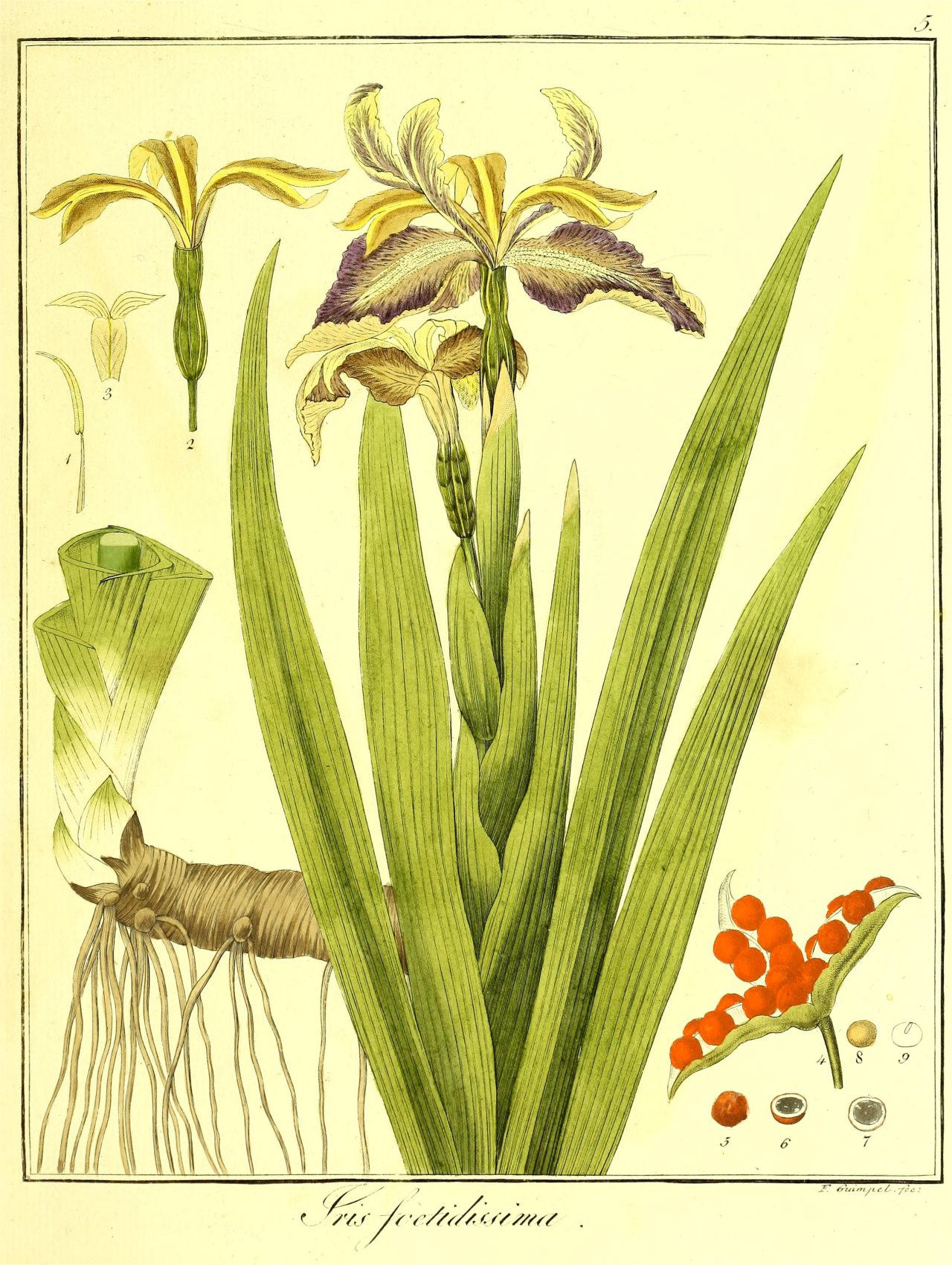

Многолетнее травянистое растение с толстым корневищем до 14 мм в диаметре, достигающее 25—40(80) см в высоту. Прикорневые листья мечевидные, 25—35 мм шириной, при повреждении издающие неприятный запах. Цветонос угловатый, с 2—4 листьями, сходными с прикорневыми.
Цветки собраны по 2—3(9) на конце цветоноса, светло-синего, желтоватого или беловатого цвета, часто с зеленоватым оттенком. Столбик пестика в 4—5 раз длиннее завязи, жёлтый, рыльце двураздельное. Обёртка состоит из ланцетовидных листочков.
Плод — угловатая коробочка яйцевидной формы. Семена шаровидные, крупные, ярко-оранжевые.
Диплоидный набор хромосом — 2n = 40.

## Значение

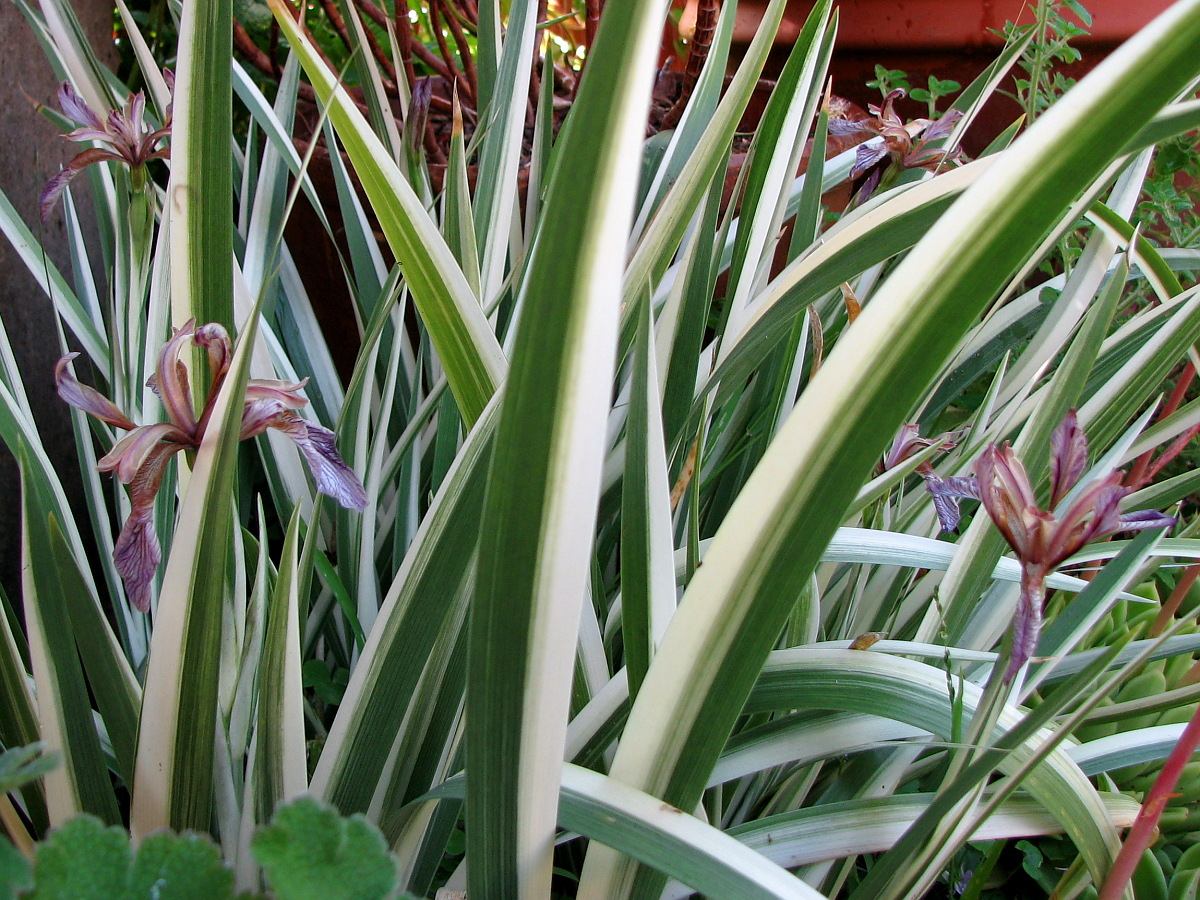
Iris foetidissima 'Variegata'

Весьма декоративное вечнозелёное растение, выращиваемое в Европе в садах. Сам вид Iris foetidissima и сорт с белополосатыми листьями 'Variegata' отнесены к растениям, награждённым Award of Garden Merit.
Предпочитает нейтральные или слабокислые почвы, способен хорошо расти как под прямым освещением, так и в полутени и в затенённых местах. Размножение делением корневища или семенами.
Ядовитое растение, непригодное для поедания скотом.

## Распространение и экология
Распространён в Западной Европе и Средиземноморье (Великобритания, Ирландия, Испания, Португалия, Италия), а также в Северной Африке.

## Классификация

### Синонимы
- Chamaeiris foetidissima (L.) Medik., 1790 ['foetida']
- Iris foetida Thunb., 1782, nom. superfl.
- Spathula foetidissima (L.) Fourr., 1869
- Xiphion foetidissimum (L.) Parl., 1854
- Xyridion foetidissimum (L.) Klatt, 1872